# Sparta - La battaglia delle Termopili
Sparta - La battaglia delle Termopili (anche conosciuto come Ancient Wars: Sparta) è un videogioco RTS prodotto dalla World Forge e distribuito dalla Eidos Interactive (e dalla FX Interactive in Italia e Spagna) nell'aprile del 2007 per Windows.

## Trama
Il gioco è ambientato durante la Seconda guerra persiana nel 480 a.C.: Serse, figlio di Dario I e nuovo imperatore della Persia, si prepara ad invadere la Grecia, che si difende sotto la guida del generale Leonida e dei suoi spartani. Sono presenti battaglie di rilevanza storica come l'episodio delle Termopili, lo scontro navale di Salamina e la battaglia di Platea. Le fazioni giocabili sono Sparta, l'impero Persiano e l'Egitto. Gli Spartani nel gioco hanno la fanteria e la flotta più forte, senza contare le macchine d'assedio più devastanti. I Persiani hanno la cavalleria e la magia più forte. Gli Egiziani hanno la fanteria da tiro e gli scudi più forti. Nel gioco sono presenti anche due fazioni aggiuntive presenti però solo nelle campagne: l'India si trova due volte nella campagna persiana, mentre la Libia altrettante volte in quella egiziana, disponendo solo di fanteria intermedia.

## Modalità di gioco
L'obiettivo del giocatore è quello di sconfiggere tutti gli avversari, distruggendo i loro insediamenti. Per farlo, egli deve bilanciare il proprio esercito con l'economia composta da 3 risorse: cibo, oro e legname. Il cibo si produce nelle fattorie, e si consuma più velocemente quante più unità civili e militari sono presenti nel gioco, e nel caso scenda a zero la salute di tutte le unità del giocatore comincia a scendere; ha anche un limite, che però può essere allargato con certe strutture. L'oro e il legname servono invece per costruire strutture e impartire ordini, e rispettivamente li si raccolgono attraverso le miniere e tagliando alberi.
Il giocatore ha la capacità di reclutare 3 tipi di unità militari, il loro tipo di operai, 2 eroi (ognuno con tre abilità speciali, siano esse strategiche o di combattimento) e 2 unità spirituali (3 per gli egizi). L'edificio principale è un palazzo, una sorta di centro civico, che rappresenta la fazione in gioco; è l'Acropoli per Sparta, la Tachara per la Persia e il Palazzo del Faraone per l'Egitto. Questi stessi centri civici vengono migliorati dopo alcuni prerequisiti: l'Acropoli e la Tachara diventano Palazzi veri e propri, mentre il Palazzo del Faraone diventa il Palazzo di Amon.
Le unità da combattimento sono divise in fanteria leggera, media e pesante. Il loro reclutamento si basa sulle armi ricercate quali scudi, spade, lance, khopesh e altre, capaci però di aggiungere costo in oro e legname rispetto al normale. I civili possono però raccogliere armi che i guerrieri deceduti lasciano cadere. Le armi raccolte diminuiscono i costi aggiuntivi di reclutamento. Inoltre, le unità militari sono sempre reclutate appiedate, ma possono sempre salire a cavallo o su cocchi o elefanti, o anche usare macchine d'assedio. Queste unità sono reclutabili nelle caserme e nei poligoni da tiro: i tipi sono gli stessi, e si distinguono tra armamenti da mischia ravvicinata e armi a distanza come archi, fionde e forconi.
Tutte le fazioni possono inoltre reclutare navi da guerra (traghetti, navi leggere e navi pesanti) e far montare le loro unità su cavalli e carri da guerra (in aggiunta i persiani hanno a disposizione anche cammelli ed elefanti). Sono presenti anche macchine d'assedio come gli arieti, le catapulte e le torri d'assalto, particolarmente indicate per superare le fortificazioni nemiche.

### Unità ed eroi di Sparta
- Ilota: si tratta dell'unità a cui sono affidati compiti imprescindibili per lo sviluppo della fazione, come la raccolta e il trasporto di viveri e risorse, il recupero delle armi perse dai guerrieri morti in combattimento e la costruzione (o la riparazione) delle strutture e delle imbarcazioni. Può attaccare le unità nemiche, ma non è molto abile nel combattimento. Viene reclutato nell'Acropoli.
- Peltasta (fanteria leggera): unità di base dell'esercito spartano, è dotato di un'armatura leggera. Risulta utile all'inizio della partita, oltre che per esplorare il territorio e per appoggiare i guerrieri più forti. Essendo specializzato nelle armi da tiro, è poco abile nella lotta corpo a corpo. Viene reclutato nella caserma, nel campo d'addestramento oppure nello stadio.
- Spartiata (fanteria media): è l'unità più versatile dell'esercito spartano, abile sia nel combattimento ravvicinato che in quello a distanza, ed è dotato di un'armatura media. Viene reclutato nella caserma, nel campo d'addestramento oppure nello stadio.
- Oplita (fanteria pesante): il guerriero più forte dell'esercito spartano, dotato di un'armatura pesante e specialista nel corpo a corpo. Viene reclutato nella caserma, nel campo d'addestramento oppure nello stadio.
- Flautista: il compito di questa unità è aumentare il morale dei guerrieri. Grazie alla musica del flautista, i guerrieri sono meno vulnerabili agli attacchi nemici. Viene reclutato nella palestra.
- Sibilla: sacerdotessa in grado di curare i guerrieri feriti in battaglia. Grazie ai poteri ottenuti dagli dei, inoltre, questa unità può scoprire da lontano luoghi inesplorati. Viene reclutata nell'oracolo.
- Leonida (eroe):
  - Meccanica: aumenta la velocità di costruzione delle macchine da guerra;
  - Potenza: aumenta il danno inflitto dai guerrieri dotati di armi per il corpo a corpo che si trovano nelle vicinanze dell'eroe;
  - Maestria con la lancia: aumenta la potenza dell'arma principale dell'eroe, che combatte appunto con una grande lancia.
- Pausania (eroe):
  - Chiamata alle armi: aumenta la velocità di addestramento delle unità di fanteria;
  - Vitalità: aumenta la salute massima delle truppe alleate vicine all'eroe;
  - Maestria con lo scudo: l'eroe, che normalmente colpisce le unità avversarie con una spada, può usare anche lo scudo per attaccare.

### Unità ed eroi della Persia
- Schiavo: i suoi compiti sono uguali a quelli dell'ilota spartano. Viene reclutato nella tachara.
- Guerriero Kara (fanteria leggera): unità militare dall'armatura leggera, paragonabile al peltasta spartano. Viene reclutato nella scuola di arti belliche, nel poligono di tiro o nella casa della guerra.
- Nobile (fanteria media): unità efficiente sia nell'uso delle armi corpo a corpo che nel combattimento a distanza. Dispone di un'armatura media e, con gli adeguati potenziamenti, è in grado di usare due spade contemporaneamente. Viene reclutato nella scuola di arti belliche, nel poligono di tiro o nella casa della guerra.
- Immortale (fanteria pesante): è l'unità principale della guardia del re. Dotato di un'armatura pesante che lo rende resistente agli attacchi nemici, è l'ideale per gli scontri ravvicinati, nonostante la lentezza negli spostamenti. Viene reclutato nella scuola di arti belliche, nel poligono di tiro o nella casa della guerra.
- Mago: questa unità è in grado di colpire il nemico con sfere di fuoco, che infliggono danni gravissimi (per questo i maghi sono particolarmente utili per contrastare le navi da guerra avversarie). Viene reclutato nel tempietto rituale.
- Guaritore: è in grado di curare i guerrieri feriti, rendendosi quindi molto utile come unità d'appoggio alle formazioni principali. Viene reclutato nel rifugio del guaritore.
- Serse (eroe):
  - Allevamento di animali: aumenta la velocità di allevamento degli animali da guerra;
  - Forze della natura: aumenta il danno inflitto da tutti i cavalieri e animali;
  - Panico: può verificarsi che il nemico si faccia prendere dal panico e abbandoni il campo di battaglia;
- Mardonio (eroe):
  - Moderazione: riduce il consumo di viveri da parte di tutte le unità;
  - Precisione: i guerrieri dotati di armi da tiro vicini all'eroe infliggono più danni al nemico;
  - Freccia di Perseo: l'eroe effettua un tiro di precisione con l'arco di cui è dotato, infliggendo più danni al nemico.

### Unità ed eroi dell'Egitto
- Schiavo: i suoi compiti sono uguali a quelli dell'ilota spartano e dello schiavo persiano. Viene reclutato nel Palazzo del Faraone.
- Medjay (fanteria leggera): mercenario nubiano veloce e dall'armatura leggera, ottimo come esploratore e come unità d'appoggio. Viene reclutato nella caserma, nel poligono di tiro o nel campo per gli assalti.
- Guerriero di Amon (fanteria media): grazie all'addestramento e all'armatura media è abile sia nel corpo a corpo che nel combattimento a distanza. Viene reclutato nella caserma, nel poligono di tiro o nel campo per gli assalti.
- Guardia del Faraone (fanteria pesante): soldato dotato di armatura pesante, particolarmente adatto agli scontri ravvicinati. Viene reclutato nella caserma, nel poligono di tiro o nel campo per gli assalti.
- Sacerdote di Horus: unità d'appoggio in grado di accecare i nemici. Viene reclutato nel tempio.
- Sacerdote di Anubi: unità in grado di attaccare i nemici e di ridurre le loro difese grazie alle sue abilità magiche. Viene reclutato nel tempio.
- Sacerdotessa di Bast: unità in grado di curare i soldati feriti e di evocare una pantera, che assiste i guerrieri alleati sul campo di battaglia (una pantera per sacerdotessa). Viene reclutata nel tempio.
- Hazem (eroe):
  - Ricchezza: aumenta l'estrazione d'oro dalle miniere;
  - Apprendimento: i guerrieri alleati vicini all'eroe acquisiscono esperienza più velocemente;
  - Ira di Osiride: l'eroe effettua un movimento circolare con l'ascia di cui è dotato, allontanando i nemici vicini.
- Ahmed (eroe):
  - Resistenza: aumenta la stabilità delle costruzioni;
  - Rigenerazione: aumenta la velocità di rigenerazione delle unità alleate che si trovano vicino all'eroe;
  - Malattia: il nemico si ammala e inizia a perdere salute.

## Campagne

### Campagna spartana
La prima campagna, quella spartana, narra inizialmente di Leonida alle prese prima con una rivolta dei villaggi vicini a Sparta e poi di una occupazione della città da parte degli ateniesi guidati dal re esiliato Demarato. In seguito parla di Pausania durante la Battaglia delle Termopili, di Salamina e un contrattacco contro i persiani con un ipotetico assedio della città di Mileto. Le missioni sono nove, anche se la prima è solo un tutorial di base.
1. Aspettando la tempesta
2. Insurrezione a Sparta
3. Un re in esilio
4. La fine della rivolta
5. La profezia
6. La liberazione di Sparta
7. La battaglia delle Termopili
8. La battaglia di Salamina
9. Il colpo di grazia

### Campagna persiana
La seconda campagna, quella persiana, inizia con Serse I di Persia che sconfigge l'usurpatore Artobazane. Nelle due missioni seguenti Mardonio e Demarato sopprimono una rivolta in Egitto e nelle due ancora successive, Idarne (il comandante degli immortali), Artabano (il consigliere del Gran Re) e Serse conducono una campagna militare in India. Poi, tutti i condottieri persiani domeranno una rivolta e infine conquisteranno la Grecia nelle battaglie delle Termopili e di Platea. Durante i festeggiamenti finali, manca Madornio, che non si vede da nessuna parte. Le missioni sono otto.
1. Il vero re di Persia
2. La sfida egiziana
3. La cattura del capo dei ribelli
4. L'invasione dell'India
5. Un'arma devastante
6. Alto tradimento
7. Il passo delle Termopili
8. La battaglia di Platea

### Campagna egiziana
La terza e ultima campagna, quella egiziana, ha come protagonista un guerriero di origine libiche di nome Hazem, che dà inizio a una rivolta in Egitto che scoppia appena Serse sale al trono di Persia. Hazem annette il Regno nubiano di Kush all'Egitto e stringe un'alleanza con la Libia. Poi unisce gli altri governatori egiziani e infine conquista Memphis uccidendo il satrapo persiano Achemene e riunendosi alla sua fidanzata Rawia, promessa in sposa ad Achemene stesso che l'aveva rapita all'inizio della campagna. La campagna, contenente 9 missioni, è legata a quella persiana, dato che in una missione di quella campagna bisognerà uccidere Hazem, il fomentatore della rivolta in persona.
1. Rivolta in Egitto
2. In cerca di rifugio
3. Il potere delle armi ancestrali
4. In terra libica
5. La fortezza di Sais
6. L'obelisco
7. Il traditore
8. Alle porte di Menfi
9. La cittadella bianca

## Doppiaggio
| Personaggio | Voce italiana     |
| ----------- | ----------------- |
| Leonida     | Claudio Moneta    |
| Pausania    | Davide Albano     |
| Demarato    | Marco Balzarotti  |
| Hazem       | Paolo De Santis   |
| Ahmed       | Riccardo Rovatti  |
| Serse       | Luca Bottale      |
| Mardonio    | Lorenzo Scattorin |

## Accoglienza
| Testata                          | Giudizio |
| -------------------------------- | -------- |
| Metacritic (media al 30-01-2020) | 59.16%   |
| Eurogamer                        | 4/10     |
| GameSpot                         | 6.3/10   |
| GamesRadar+                      | [ 5 ]    |
| IGN                              | 5.8/10   |
| PC Gamer (US)                    | 68%      |
| PC Gamer (UK)                    | 60%      |
| SpazioGames                      | 7.5/10   |

Il gioco ha avuto un'accoglienza mista, con un punteggio aggregato di 59 su 100 su Metacritic, in base alle 21 recensioni.
Rob Fahey di Eurogamer lo ha votato con un 4 su 10, scrivendo: "non riesce a dare un'esperienza degna degli standard di giochi precedenti e incredibilmente simili". Stando a lui, tutte le campagne sono state simili tra di loro, e i combattimenti erano privi di strategia; "invece di darci un sistema di combattimento solido e vario che si è evoluto negli anni col genere RTS, Sparta resta indietro sulla gestione delle risorse nel suo gameplay di base. Questo è un affare di tipo Age of Empires che diventa rapidamente una routine". Ha inoltre criticato il design dei livelli, scrivendo: "una sorprendente parte dei livelli sono in realtà dei percorsi completamente lineari". In conclusione, ha considerato il gioco "incastrato nel passato".
GameSpot ha apprezzato la grafica, ma ha trovato il gameplay di bassa lega, un doppiaggio scarso e la difficoltà eccessiva. Nella versione italiana del gioco, il sito web italiano SpazioGames lo ha votato con un 7.5/10, lodandone la grafica, la longevità sufficiente e il mix di stili di gioco piuttosto innovativo, ma criticandone anche la scarsa innovazione.